# Festival Internacional de Cine de Cannes de 1989
El 42º Festival de Cine de Cannes se celebró entre el 11 al 23 de mayo de 1989. La Palma de Oro fue otorgada a Sex, Lies, and Videotape de Steven Soderbergh.
El festival se abrió con  Historias de Nueva York, película antológica dirigida por Woody Allen, Francis Ford Coppola, Martin Scorsese y lo cerró Gringo viejo, dirigida per Luis Puenzo.
Durante el festival de 1989, se celebró el primer fórum Cinéma & liberté con la participación de un centenar de directores famosos de muchos países. Discutieron sobre la libertad de expresión y firmaron una declaración que protestaba contra todas las formas de censura que aún existen en el mundo.

## Jurado

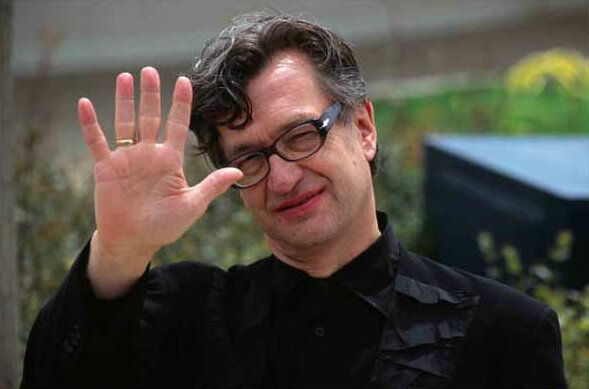
Wim Wenders, presidente del jurado de la competición principal

### Competición principal
Las siguientes personas fueron nominadas para formar parte del jurado de la competición principal en la edición de 1991:
- Wim Wenders Presidente
- Christine Gouze-Rénal
- Claude Beylie
- Georges Delerue
- Hector Babenco
- Krzysztof Kieślowski
- Peter Handke
- Renée Blanchar
- Sally Field
- Silvio Clementelli

### Cámara d'Or
Las siguientes personas fueron nominadas para formar parte del jurado de la Caméra d'or de 1989:
- Raf Vallone (actor) presidente
- Bernard Jubard
- Klaus Eder (periodista)
- Moustafa Salah Hashem (periodista)
- Peter Scarlet (cinéfilo)
- Philippe Maarek (crítico)
- Suzanne Schiffman (guionista)
- Yvan Gauthier (cinéfilo)

## Selección oficial

### En competición – películas
Las siguientes películas compitieron por la Palma d'Or:
- Kuroi ame de Shohei Imamura
- Chimère de Claire Devers
- Nuovo cinema Paradiso de Giuseppe Tornatore
- Do the Right Thing de Spike Lee
- Un grito en la oscuridad [9] de Fred Schepisi
- Francesco de Liliana Cavani
- Jésus de Montréal de Denys Arcand
- Kuarup de Ruy Guerra
- Lost Angels de Hugh Hudson
- Monsieur Hire de Patrice Leconte
- El niño de la luna de Agustí Villaronga
- Mystery Train de Jim Jarmusch
- Reunion de Jerry Schatzberg
- Rosalie Goes Shopping de Percy Adlon
- Sexo, mentiras y cintas de video de Steven Soderbergh
- Das Spinnennetz de Bernhard Wicki
- Splendor de Ettore Scola
- Sweetie de Jane Campion
- Tiempo de gitanos de Emir Kusturica
- Demasiado bella para ti de Bertrand Blier
- Torrents of Spring de Jerzy Skolimowski
- Kvinnorna på taket de Carl-Gustav Nykvist

### Un Certain Regard
Las siguientes películas fueron elegidas para competir en Un Certain Regard:
- Schwarze Sünde de Jean-Marie Straub, Danièle Huillet
- Devět kruhů pekla de Milan Muchna
- Barroco de Paul Leduc
- Oshibki yunosti de Boris Frumin
- Zugzwang de Mathieu Carrière
- Safa'ih min dhahab de Nouri Bouzid
- Malpractice de Bill Bennett
- Én XX. századom, Az de Ildikó Enyedi
- Piravi de Shaji N. Karun
- The Prisoner of St. Petersburg de Ian Pringle
- Santa Sangre de Alejandro Jodorowsky
- Il decimo clandestino de Lina Wertmüller
- Peaux de vaches de Patricia Mazuy
- Treffen in Travers de Michael Gwisdek
- Venus Peter de Ian Sellar
- Voices of Sarafina! de Nigel Noble
- Smertch de Bako Sadykov
- Dalmaga dongjjok-euro gan kkadakeun? de Bae Yong-Kyun
- Wired de Larry Peerce

### Películas fuera de competición
Las siguientes películas fueron elegidas para ser proyectadas fuera de competición:
- Historias de Nueva York de Woody Allen, Francis Ford Coppola, Martin Scorsese
- Gringo viejo de Luis Puenzo

Exhibiciones especiales
- 1001 films de André Delvaux
- 50 ans de Gilles Carle
- Orapronobis de Lino Brocka
- Ganashatru de Satyajit Ray
- Lawrence de Arabia de David Lean
- Liberté de Laurent Jacob
- Le peuple singe de Gérard Vienne
- Scandal de Michael Caton-Jones

### Cortometrajes en competición
Los siguientes cortometrajes competían para la Palma de Oro al mejor cortometraje:
- Beau Fixe Sur Cormeilles de Gilles Lacombe
- Blind Alley de Emmanuel Salinger
- Full Metal Racket de William Nunez
- Segu janjo de Mambaye Coulibaly
- Kitchen Sink de Alison Maclean
- Muzné hry de Jan Svankmajer
- Morceaux Choisis de Tom Abrams
- Le Colporteur de Claude Cloutier
- Le Théâtre du Père Carlo de Rao Kheidmets
- Yes We Can de Faith Hubley

## Secciones paralelas

### Semana Internacional de los Críticos
Las siguientes películas fueron elegidas para ser proyectadas en la Semana de la Crítica (28º Semaine de la Critique):
Películas en competición
- Rose des Sables de Mohamed Rachid Benhadj (Argelia)
- Tjoet Nja’ Dhien de Eros Djarot (Indonesia)
- As Tears Go By de Wong Kar-wai (Hong Kong)
- Wallers letzter Gang de Christian Wagner (Alemanya)
- Arab de Fadhel Jaibi i Fadhel Jaziri (Túnez)
- La Ville de Yun de U-Sun Kim (Japón)
- Die toten Fische de Michael Synek (Austria)
- Montalvo et l’enfant de Claude Mourieras (Francia)
- Txiorni kvadrat de Iosif Pasternak (URSS)
- Duende de Jean-Blaise Junod (Suiza)

Cortometrajes en competición
- Warszawa Koluszki de Jerzy Zalewski (Polonia)
- Le Porte plume de Marie-Christine Perrodin (Francia)
- Blind Curve de Gary Markowitz (Estados Unidos)
- The Three Soldiers de Kamal Musale (Suiza)
- Work Experience de James Hendrie (Reino Unido)
- Der Mensch mit den modernen Nerven de Bady Minck (Austria)
- Trombone en coulisses de Hubert Toint (Bélgica/Francia)
- Wstega mobiusa de Lukasz Karwowski (Polonia)
- La Femme mariée de Nam Xuong de Tran Anh Hung (Francia)

### Quincena de Realizadores
Las siguientes películas fueron elegidas para ser proyectadas en la Quincena de Realizadores de 1989 (Quinzaine des Réalizateurs):
- Caracas de Michael Schottenberg
- Der 7. Kontinent de Michael Haneke
- Der Philosoph de Rudolf Thome
- Eat a Bowl Of Tea de Wayne Wang
- El río que nos lleva de Antonio del Real
- Zerograd de Karen Shakhnazarov
- Il piccolo diavolo de Roberto Benigni
- Maria Von Den Sternen de Thomas Mauch
- Melancholia de Andi Engel
- Niu Peng de Dai Sijie
- Piccoli Equivoci de Ricky Tognazzi
- Sidewalk Stories de Charles Lane
- Sis de Zülfü Livaneli
- Speaking Parts de Atom Egoyan
- Yaaba d'Idrissa Ouedraogo

## Premios

### Premios oficiales

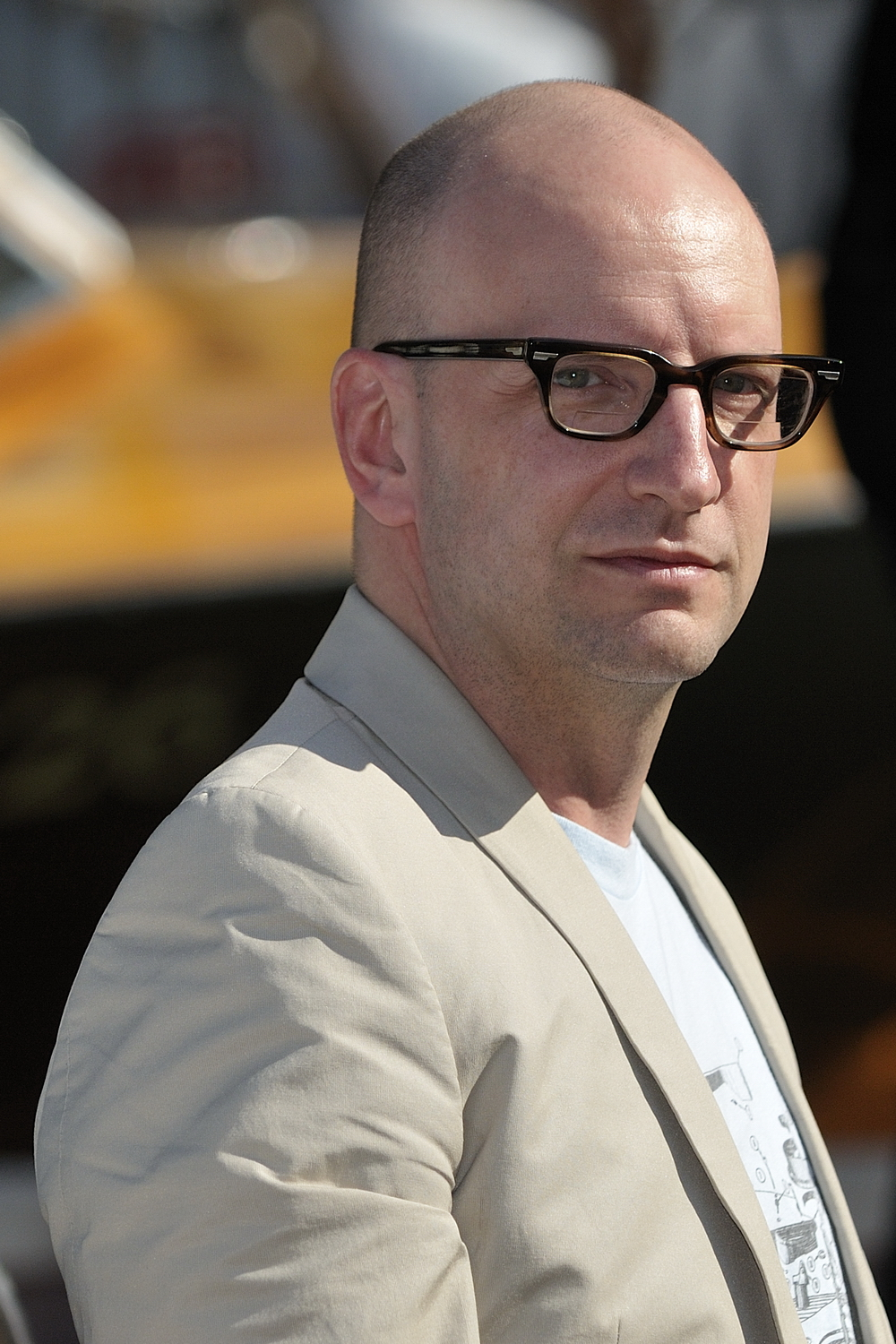
Steven Soderbergh, ganador de la Palma de Oro

Els galardonados en las secciones oficiales de 1989 fueron:
- Palma de Oro: Sexo, mentiras y cintas de video de Steven Soderbergh
- Gran Premio del Jurado: 
  - Cinema Paradiso de Giuseppe Tornatore
  - Demasiado bella para ti de Bertrand Blier
- Mejor director: Emir Kusturica por Tiempo de gitanos
- Mejor actriz: Meryl Streep por Un grito en la oscuridad
- Mejor actor:James Spader por Sexo, mentiras y cintas de video
- Mejor contribución artística: Jim Jarmusch por Mystery Train
- Premio del Jurado: Jésus de Montréal de Denys Arcand

Càmera d'Or
- Caméra d'or: Én XX. századom, Az de Ildikó Enyedi
- Caméra d'Or - Mención especial: Piravi de Shaji N. Karun & Waller's Last Trip de Christian Wagner

Cortometrajes
- Palma de Oro al mejor cortometraje: 50 ans de Gilles Carle (Fuera de competición)
- Mención especial – Mejor cortometraje: Performance Pieces de Tom Abrams & Yes We Can de Faith Hubley

### Premios independentes
Premios FIPRESCI
- Sexo, mentiras y cintas de video de Steven Soderbergh (En competició)

Commission Supérieure Technique
- Gran Premio Técnico: Kuroi ame de Shōhei Imamura

Jurado Ecuménico
- Premio del Jurado Ecuménico: Jésus de Montréal de Denys Arcand
- Jurado Ecuménico - Mención especial: Kuroi ame de Shōhei Imamura i Yaaba de Idrissa Ouedraogo

Premio de la Juventud
- - Película extranjera:Caracas de Michael Schottenberg

Otros premios
- Premio especial: Gregory Peck